# California Soccer Association
A California Soccer Association, é a federação de futebol profissional nos Estados Unidos e representa os clubes do estado da Califórnia, promovendo competições a nível estadual, nacional e internacional. É filiada à United States Soccer Federation e à FIFA.